# Danza
『Danza』（ダンツァ）は、オノ・ナツメによる日本の短編漫画集。
『モーニング2』（講談社）にて、2006年増刊モーニング・ツー1号、2号、2007年3号〜6号まで連載。親子、兄弟、家族、同僚など、6都市・6組の人物達の心の交流を描く短編漫画の連作。
3話と6話には、過去に出版した『I've a rich understanding of my finest defenses』で舞台となったNYPDのキャラクターが登場する。NYPDシリーズは、2008年春から『モーニング・ツー』（講談社）にて連載中の『COPPERS』へ引き継がれた。

## あらすじ
各話は、corniceというイタリア語で話数が表現される。直訳すると「フレーム」の意。
cornice1 長靴
両親の離婚により、父と長年疎遠になっていた息子。ぶどう畑でワインを生成する父の相棒の死がきっかけで、父の畑を手伝う息子。親子の交流を描く物語。
cornice2 湖の記憶
親子の交流がない父と息子。彼らの前に現れた、ある一人の中年男。男はある目的の為に、彼らの前に現れたのだが……。
cornice3 箱庭
ドイツ系アメリカ人の婿を持つ男と、その婿との交流を描く。箱庭を作るのが趣味の男は、日本語を話せない外国人の婿を苦手としていたが……。
cornice4 ジェラテリーアとカラビニエーリ
ジェラテリーアとカラビニエーリにまつわるある思い出の話。
cornice5 煙
ある兄弟の、本音の話。古城のパーティーで地震に見舞われ、閉じ込められた兄弟は、ようやく本音を語り出す。
cornice6 パートナー
NYPDの警察官の男は、パートナーの悪い噂を聞く。噂に振り回されまいとするが、パートナーへの不信感が募り……。